# Jean Boulier
L'abbé Jean Boulier est un intellectuel catholique engagé, né à Paris le 26 avril 1894 et mort dans la même ville le 22 janvier 1980. Il fut une figure marquante du catholicisme ouvrier.

## Biographie
Jésuite de formation, il participe à la fondation la Jeunesse ouvrière chrétienne en 1925. Il devient ensuite curé de paroisse à Paris (1932-1938), puis à Monaco (1938-1941). Dans cette Principauté où le catholicisme est une religion d'État, il se fait remarquer par une manière personnelle et appréciée de pratiquer son ministère et surtout par un sermon qu'il prononça un dimanche en chaire, au cours duquel il attaqua avec violence le film allemand antisémite " Le Juif Suss " qui venait d'être projeté à Monaco. Quelques jours après, il était privé de sa paroisse et chassé du territoire de la Principauté par les autorités monégasques. 
À la Libération, il participe à l'expérience des prêtres ouvriers et s'engage dans le Mouvement de la paix, dont il participe à la formation et où il est une figure très mise en avant sous le nom d'abbé Boulier. En 1950-1951, il soutient le quotidien breton Ouest Matin lors de ses révélations sur les atrocités commises lors de la guerre d'Indochine. Ses positions sont jugées trop proches des thèses communistes par l'Église, qui prononce sa réduction à l'état laïc en 1953. Il obtient un sursis à la demande du cardinal Maurice Feltin, mais il est définitivement exclu du clergé une dizaine d'années plus tard après une étude sur le martyre de l'hérétique et héros national tchécoslovaque Jan Hus [réf. nécessaire].
Le 25 mai 1959, avec les principaux responsables du Secours populaire français et de son journal La Défense et les mères d'Alban Liechti et de Jacques Alexandre, il est inculpé de « complicité de provocation à la désobéissance » pour avoir soutenu les soldats du refus réfractaires à servir dans la guerre d'Algérie . Il est condamné à 15 jours de prison et 2 000 francs d'amende avec sursis.
Il publie une autobiographie en 1977, intitulée J'étais un prêtre rouge (Paris, Athanor) ainsi que des livres d'histoire comme Jan Hus (Bruxelles, Éditions Complexes), paru en 1958, ou des ouvrages politiques comme Un Prêtre prend position (Minuit, 1949).